# Julius Carlsson

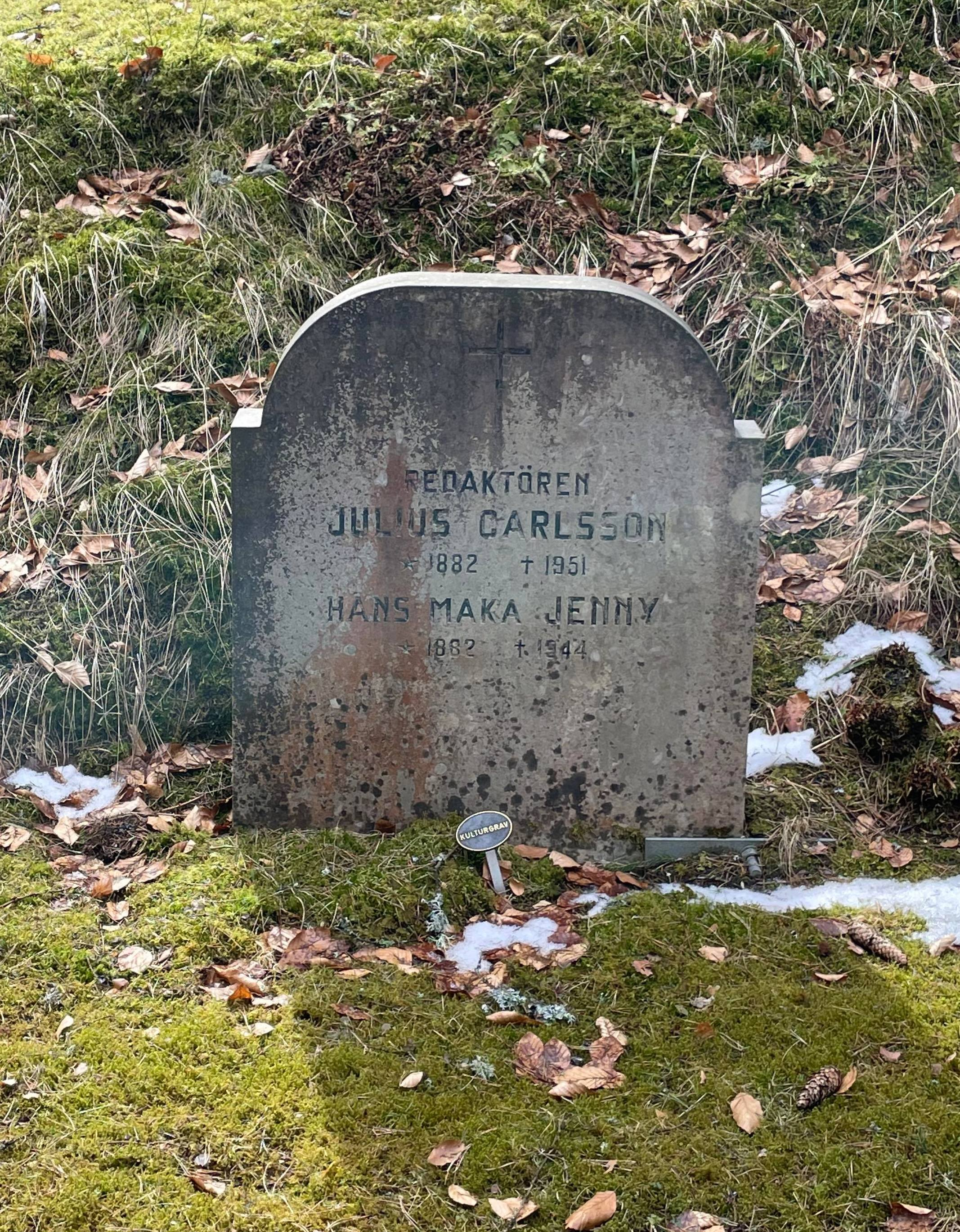
Julius Carlssons gravvård på Skogskyrkogården i Karlskoga.

Julius Carlsson, född 13 maj 1882, död 24 juni 1951 i Karlskoga i Värmland, var en svensk journalist, regissör och manusförfattare. Han arbetade som redaktör för Karlskoga Tidning.

## Regi, filmmanus
- 1927 – Storgårds-Annas friare